# Batha (Provinz)
Batha ist eine Provinz des Tschad und entspricht der vormaligen Präfektur gleichen Namens. Ihre Hauptstadt ist Ati. Die Provinz hatte zur Volkszählung 2009 488.458 Einwohner.

## Geographie
Batha ist im Zentrum des Landes gelegen und umfasst eine Fläche von 88.800 km². Die Provinz liegt in der Sahelzone. Im Südwesten der Provinz liegt der Fitri-See, einer der wenigen Sahel-Süßwasserseen im Tschadbecken. Im Norden und Osten der Provinz erstreckt sich eines der größten Naturschutzgebiete Afrikas, das Naturschutzgebiet Ouadi Rimé–Ouadi Achim, das eine Fläche von 77.950 km² umfasst.
Eine weitere Stadt neben Ati ist Oum Hadjer.

### Untergliederung
Batha ist in sechs Départements eingeteilt:
| Département   | Hauptort            | Kommunen                                                   |
| ------------- | ------------------- | ---------------------------------------------------------- |
| Batha Est     | Oum Hadjer          | Am Sack, Oum Hadjer, Dab-Dab                               |
| Batha Ouest   | Ati                 | Ati, Koundjourou                                           |
| Fitri         | Yao                 | N'djaména-Bilala, Yao                                      |
| Ouadi Rime    | Djedaa              | Djedaa, Hidjelidjé                                         |
| Assinet       | Assinet             | Koundjar, Wirel, Assinet                                   |
| Djombo Djedid | Haraze Djombo Kibit | Haraze, Ouaddi Djedid, Kachako, Am-Salam, Djombo, Gnalgata |

## Geschichte
2019 wurde Mahamat Abdoulaye Senoussi zum Gouverneur von Batha ernannt. Krankheitsbedingt konnte er das Amt jedoch nicht mehr antreten.

## Bevölkerung
Ethnien in Batha sind tschadische Araber, Bilala, Kouka, Massalat (Masalit) und Mesmédjé.